# C.G. Conn
Pour les articles homonymes, voir Conn.

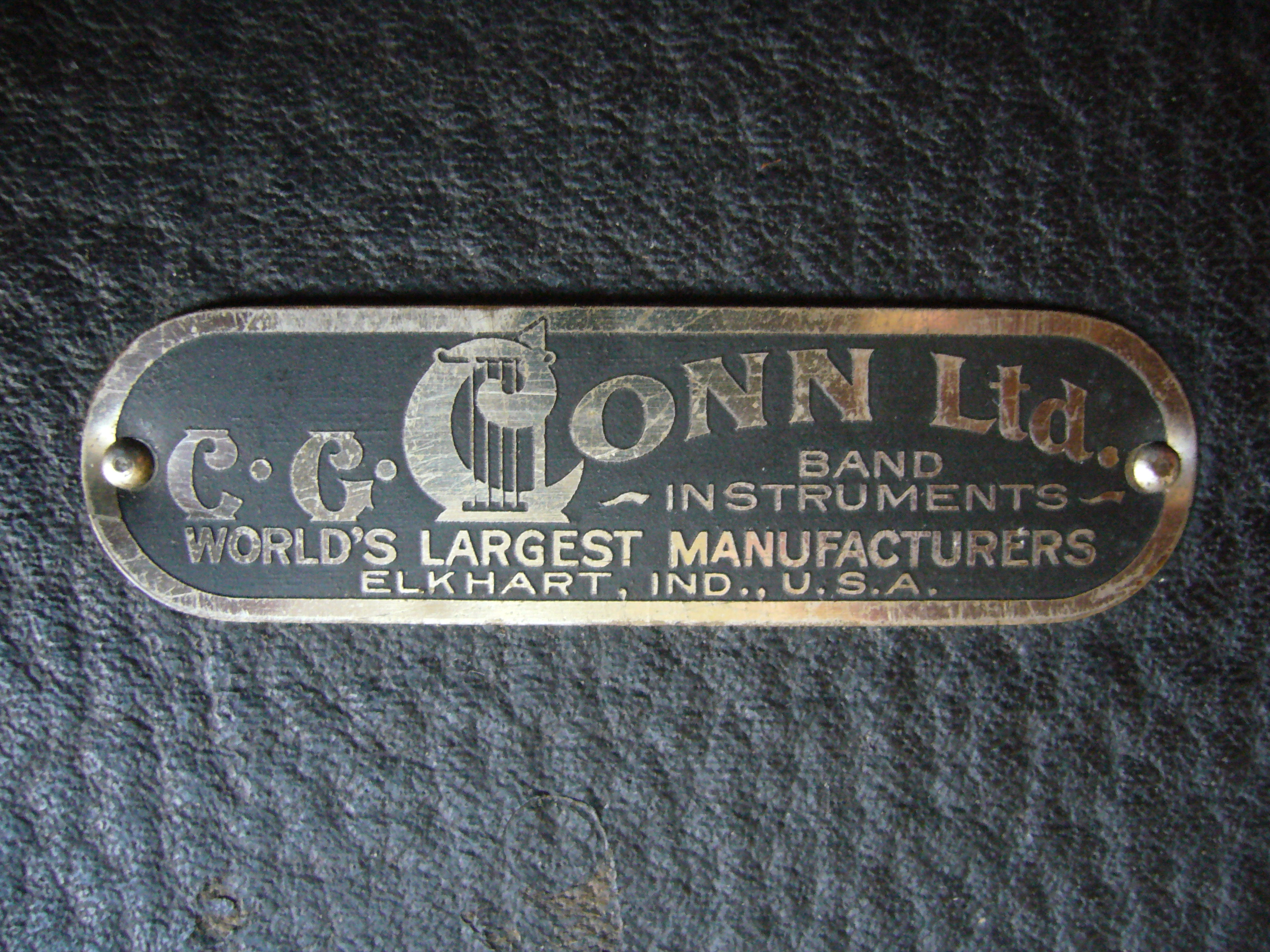
Logo C.G. Conn Ltd. sur un saxophone datant de 1922.

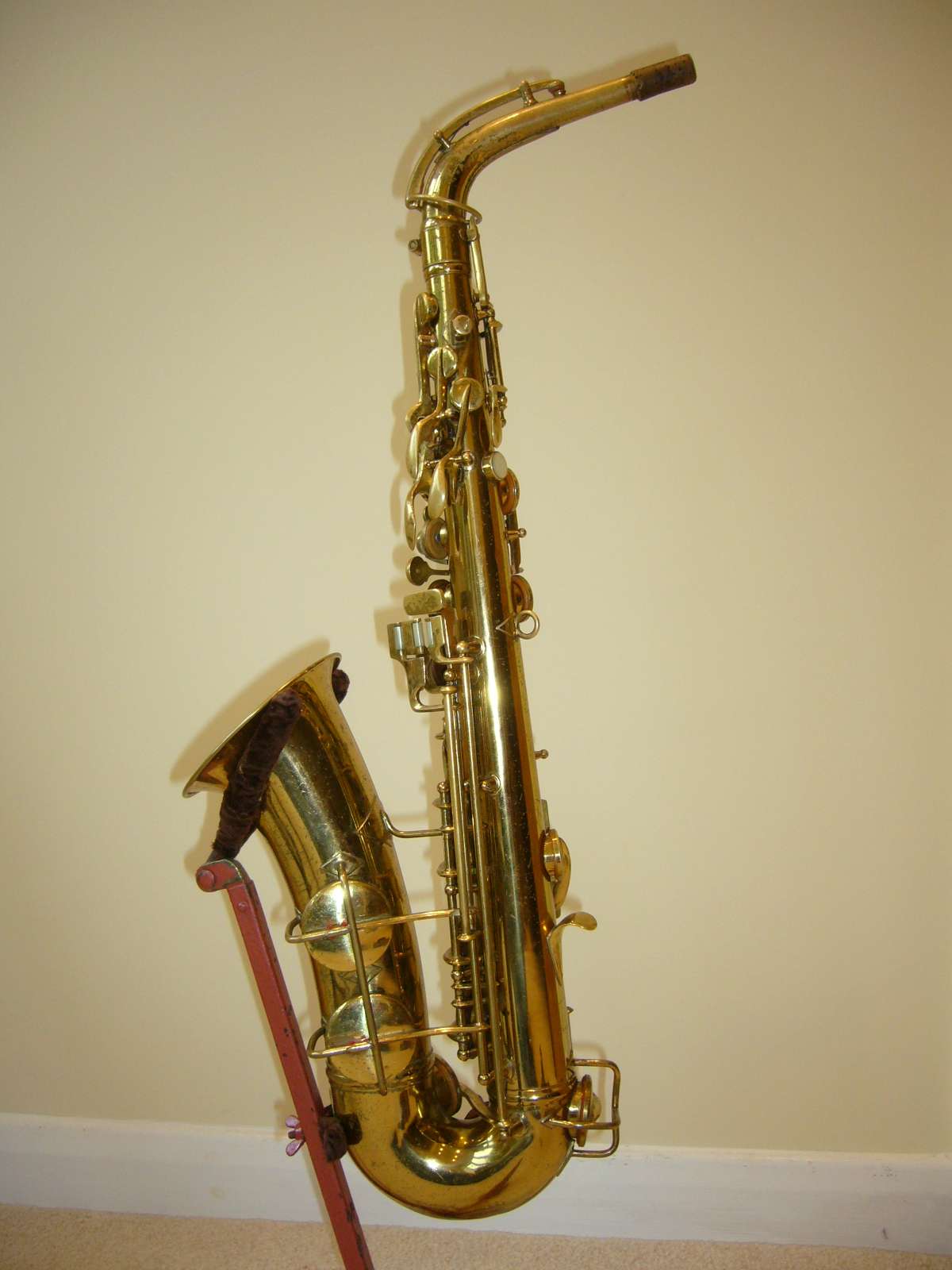
Saxophone alto Conn "Pan American" de 1948.

C.G Conn Ltd, parfois appelée Conn Instruments ou seulement Conn, est une marque américaine d'instruments à vent de la famille des cuivres et des bois. La marque est spécialisée dans la fabrication de trombones, de trompettes et de saxophones. Conn est particulièrement reconnue pour avoir fabriqué plusieurs modèles de saxophones incluant le Lady Face et le Chu Berry. Les saxophones 6M (alto) et 10M (ténor) bénéficient d'une forte notoriété au sein des musiciens professionnels et des collectionneurs. Parmi les saxophonistes de renom ayant utilisé cet instrument figure notamment Charlie Parker.
Les saxophones Conn sont reconnaissables grâce à plusieurs détails : les cheminées roulées, pour certains modèles antérieurs aux années 1940, et le microtuner sur le bocal. Dans les années 1960, la marque a noué un partenariat avec son homologue H&A Selmer Company (cette dernière ayant racheté la compagnie Steinway & Sons en 1996) . De nombreux professionnels de la musique et collectionneurs considèrent que les saxophones Conn datant de cette époque n'ont pas la même qualité que les modèles des années 1930-1940.

## Histoire
L’entreprise fut initialement fondée par Charles Gerard Conn et Eugene Victor Baptiste Dupont entre 1874 et 1876. Le premier instrument produit fut un cornet et la première usine fut ouverte en 1877 dans la ville d’Elkhart dans l’Indiana. En 1879, le partenariat établi entre Conn et Dupont fut rompu et le nom officiel de la marque, C.G. Conn Ltd fut adopté en 1915. Dans les années 1920, Conn figuraient parmi les marques prestigieuses de saxophone au même titre que Selmer, Keilwerth, Buescher et Martin. L’entreprise arrêta de produire des instruments de musique entre 1942 et 1945 pour participer à l’effort de guerre américain en manufacturant des instruments à usage militaire dont des compas et  des altimètres. Dans la fin des années 1960, avec l’avènement des instruments électroniques et l’arrivée des marques japonaises sur le marché américain, le secteur des instruments à cordes et des vents devient fortement compétitif. En 1960, C.G.Conn Ltd est insolvable et déclarée en faillite. L’entreprise est en partie rachetée par son concurrent Selmer qui la revend en 1980 à Daniel Henkin qui la cède à son tour en 1985 à la société suédoise de capital risque Skane Gripen.